# Maszyna sterowa

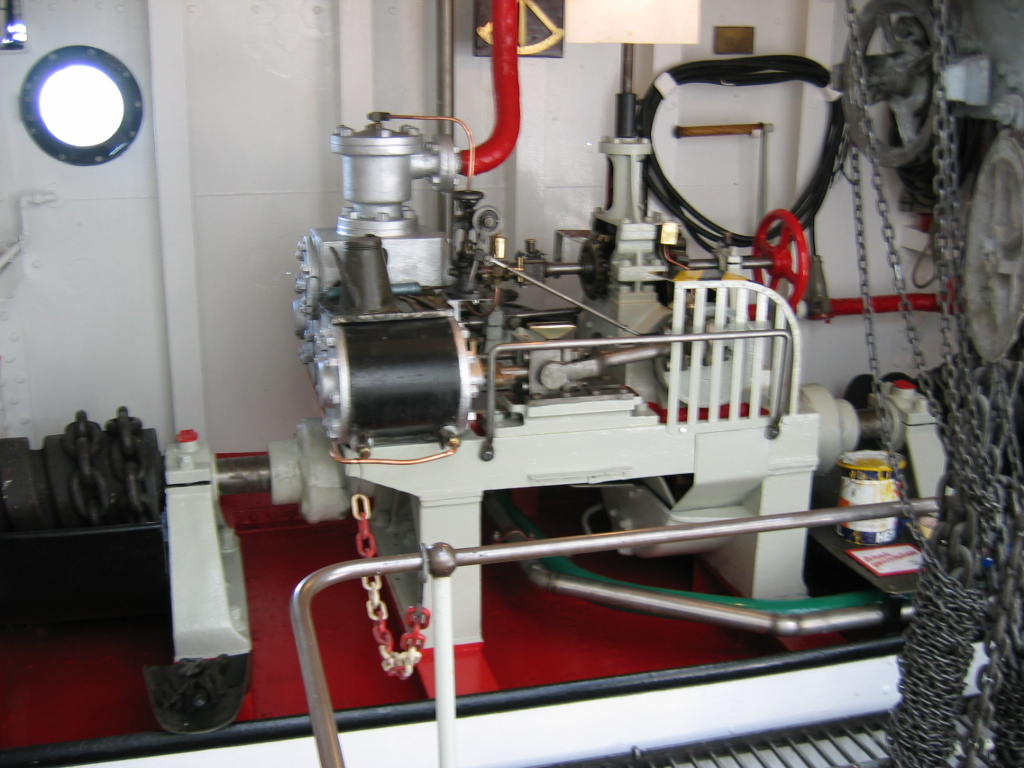
Parowa maszynka sterowa

Maszyna sterowa (maszynka sterowa) − maszyna odpowiedzialna za wychylanie steru na statku (okręcie). Jest  połączona z nadajnikiem urządzenia sterowego (np. na mostku kapitańskim) oraz bezpośrednio ze sterem.
Ze względu na rozmiary statków i związane z tym gabaryty płetwy sterowej, ręczne wychylanie steru jest niemożliwe. Maszynka sterowa umożliwia to zadanie dzięki napędowi parowemu, elektrycznemu lub hydraulicznemu. Umiejscowiona jest w skrajniku rufowym jednostki pływającej. Na dużych okrętach wojennych, ze względu na krytyczne znaczenie tego urządzenia dla ich bezpieczeństwa, pomieszczenie maszyny sterowej jest wyjątkowo silnie opancerzone.